# François Allaire
François Allaire (* 11. Oktober 1959) ist ein ehemaliger kanadischer Eishockeytorwart, derzeitiger -trainer und Buchautor, der seit 2009 als Torhütertrainer bei den Toronto Maple Leafs in der National Hockey League tätig ist. Er hatte entscheidenden Einfluss auf die Entwicklung der heute modernen Spielstile und trainierte einige der erfolgreichsten Torhüter aller Zeiten. 

## Karriere
Obwohl Allaire nur wenige Spiele als aktiver Torhüter bestritt, begann er bereits Mitte der 1980er Jahre seine Tätigkeit als Trainer und entwickelte im Lauf der Jahre anerkannte Trainingsprogramme für Torhüter, die oft auch als Allaire-Stil bezeichnet werden. Kennzeichnend sind die konsequente Verwendung des Butterfly-Stils und des Stellungsspiels zum Decken möglichst großer Anteile des Tores. Dabei wird besonderes Augenmerk auf das sichere Erlernen der Techniken gelegt, um dem Torhüter im Spiel volle Konzentration auf das Geschehen zu ermöglichen.
Im Lauf seiner Karriere betreute er erfolgreich Spieler wie Patrick Roy oder Jean-Sébastien Giguère. In dieser Zeit gewann er drei Stanley Cups und hatte entscheidenden Anteil am Gewinn der Conn Smythe Trophy durch Giguère im Jahr 2003. Nach zwölf Spielzeiten bei den Anaheim Ducks bzw. Mighty Ducks of Anaheim wechselte er am 10. Juni 2009 zu den Toronto Maple Leafs. 
Allaire verfasste insgesamt vier Bücher zum Thema, die als Standardwerke gelten. 

## Bibliographie
- François Allaire: Hockey Goaltending for young players, Key Porter Books, 2002, ISBN 978-1-55013-895-5 (englisch)
- François Allaire: Devenir Gardien de But au Hockey, L Homme, 2008, ISBN 978-2-7619-2566-2 (französisch)
- François Allaire: The Hockey Goalie's Complete Guide: An Indispensable Development Plan, Firefly Books, 2009, ISBN 978-1-55407-476-1 (englisch)